# Le Roi de la mer
Pour plus de détails, voir Fiche technique et Distribution.
Le Roi de la mer est un film français réalisé par Jacques de Baroncelli et sorti en 1917.

## Synopsis
Le film raconte les hésitations sentimentales d'une jeune femme, partagée entre deux hommes.

## Fiche technique
- Réalisation : Jacques de Baroncelli
- Format : 35 mm[2]
- Date de sortie : 1917

## Distribution
- Gabriel Signoret
- Ève Francis
- Ginette Darnys
- Jean Aymé
- Louis Baron fils
- Denise Lorys
- Jean Worms